# Berlinale Kamera
A Berlinale Kamera kitüntetést 1986 óta osztják ki a Berlini Nemzetközi Filmfesztivál keretében, olyan személyeknek, akik nem érintettek közvetlenül a versengő filmekben, de valamilyen formában sokat tettek a fesztivál népszerűsítéséért.

## Berlinale Kamera-győztesek
- 1986 – Gina Lollobrigida, Giulietta Masina, Sydney Pollack, Fred Zinnemann
- 1987 – Klaus Maria Brandauer, Elem Germanovics Klimov, Jack Valenti
- 1988 – Richard Attenborough, Chuck Berry, Guglielmo Biraghi, Ellen Burstyn
- 1989 – Stephen Frears, Horst Pehnert, Michail Shkalikow, Marc Spiegel
- 1990 – Frank Beyer, Martin Landau, Karel Vachek, Bernhard Wicki
- 1991 – Francis Ford Coppola, Jane Russell
- 1992 – Hal Roach
- 1993 – Victoria Abril, Juliette Binoche, Gong Li, Corinna Harfouch, Johanna ter Steege
- 1995 – Eleanor Keaton
- 1996 – Csingiz Ajtmatov, Sally Field, Jodie Foster, Astrid Henning-Jensen, Volker Noth
- 1997 – Lauren Bacall, Ann Hui, Armin Mueller-Stahl, Franz Seitz
- 1998 – Carmelo Romero, Curt Siodmak
- 1999 – Armen Medvegyev, Robert Rodríguez, Meryl Streep
- 2000 – Kon Ichikawa, Wolfgang Jacobsen
- 2001 – Heinz Badewitz, Kei Kumai
- 2002 – Constantin Costa-Gavras, Volker Hassemer, Horst Wendlandt
- 2003 – Artur Brauner, Peer Raben, Erika Richter
- 2004 – Rolf Bähr, Erika Rabau, Willy Sommerfeld, Regina Ziegler
- 2005 – Daniel Day-Lewis, Katrin Sass, Helene Schwarz
- 2006 – Michael Ballhaus, Jürgen Böttcher, Laurence Kardish, Peter B. Schumann
- 2007 – Mészáros Márta, Clint Eastwood, Gianni Minà, Dorothea Moritz, Ron Holloway
- 2008 – Karlheinz Böhm, Otto Sander
- 2009 - Claude Chabrol, Manoel de Oliveira, Günter Rohrbach
- 2010 - Erika és Ulrich Gregor (a Berlinale filmfesztivál fórumának alapítói), a Berlinale-medve öntödéje Noack és Yōji Yamada
- 2011: Lia van Leer, Jérôme Clément, Franz Stadler és Rosemarie Stadler (a charlottenburgi Filmkunst66 programmozi üzemeltetői), Harry Belafonte
- 2012: Studio Babelsberg,[1] Haro Senft,[2] Ray Dolby[3]
- 2013: Rosa von Praunheim, Isabella Rossellini
- 2014: Karl Baumgartner
- 2015: Naum Kleiman, Marcel Ophüls, Carlo Petrini, Alice Waters
- 2016: Ben Barenholtz, Tim Robbins, Marlies Kirchner
- 2017: Nansun Shi, Geoffrey Rush, Samir Farid
- 2018: Beki Probst, Katriel Schory, Jiří Menzel